# Почивалов, Денис Вячеславович
Денис Вячеславович Почивалов (род. 2 мая 2001, Первомайск, Нижегородская область) — российский хоккеист, нападающий клуба «Трактор», выступающего в КХЛ.

## Биография
Начинал тренироваться под руководством отца. Занимался хоккеем в школах клубов Нижегородской области «Саров» (2014), «Темп» Кулебаки (2014—2016), «Мотор» Заволжье (2016—2017). С 2017 года — в «Торпедо» Нижний Новгород. В сезонах 2018/19 — 2020/21 играл за клуб МХЛ «Чайка». В сезоне 2018/19 также провёл три матча в ВХЛ за «Саров» и два матча в феврале в КХЛ за «Торпедо». В сезоне 2019/20 также выступал за «Торпедо-Горький» в ВХЛ и «Торпедо» — 15 матчей в КХЛ. В сезоне 2020/21 провёл в КХЛ 6 матчей, в следующем сезоне — 15 игр в КХЛ и 27 за АКМ в ВХЛ. В сезоне 2022/23 играл в ВХЛ за «Дизель» Пенза, проведя в КХЛ 4 матча. Сезон 2023/24 провёл в ВХЛ — 69 матчей за АКМ и один за «Дизель». 
С сезона 2024/25 — в «Торпедо». Первые три шайбы в КХЛ забросил 28 сентября 2024 года в гостевом матче с «Амуром» (7:2). Это был 53-й матч Почивалова в КХЛ.
27 декабря 2024 года был обменян в «Трактор» на Никиту Тертышного.